# Jasper Township (comté de Dallas, Missouri)
Jasper Township est un ancien township du comté de Dallas dans le Missouri, aux États-Unis,.
Fondé en 1841, il est baptisé en référence à William Jasper (en), militaire durant la guerre d'indépendance des États-Unis.

## Source de la traduction
- (en) Cet article est partiellement ou en totalité issu de l’article de Wikipédia en anglais intitulé « Jasper Township, Dallas County, Missouri » (voir la liste des auteurs).